# Hesseldorf
Hesseldorf ist neben Aufenau, Neudorf, Weilers und der Kernstadt eine von fünf Talgemeinden von Wächtersbach im hessischen Main-Kinzig-Kreis. Drei weitere Ortsteile, Wittgenborn, Waldensberg und Leisenwald, liegen auf der Spielberger Platte.

## Geographie

### Geografische Lage
Das Straßendorf liegt zwischen dem Spessart im Süden und der Spielberger Platte im Nordwesten, etwa 3 km nordöstlich von Wächtersbach, direkt am Fuße des Vogelsberges und an der Bracht.

### Nachbargemeinden
Durch den Ort verläuft die Bundesstraße 276, die den Ortsteil im Südwesten mit der Kernstadt Wächtersbach und im Norden mit Schlierbach, einem Ortsteil der Nachbargemeinde Brachttal, verbindet. In nächster Nachbarschaft liegen zwei weitere Ortsteile Wächtersbachs, Neudorf im Südosten und Weilers im Nordosten.
|              | Brachttal                                   | Weilers    |
| Wittgenborn  | Kompassrose, die auf Nachbargemeinden zeigt | Salmünster |
| Wächtersbach | Aufenau                                     | Neudorf    |

## Geschichte

### Urgeschichte
Auf der Wolferburg, einem Hochplateau oberhalb des Ortes, wurden zu Beginn des 20. Jahrhunderts keltische Steingräber gefunden. Sie verweisen auf eine frühe keltische Besiedlung der Gegend in der Hallstatt- (ab 800 v. Chr.) bzw. Latènezeit (450 bis etwa 0 v. Chr.). Wegen der exponierten Höhenlage des Fundortes, könnte es sich um eine Fliehburg gehandelt haben. Dafür sprechen weitere keltische Funde in der nahen Umgebung, wie etwa in Bad Orb, in der Alteburg bei Wirtheim und bei Glauburg.

### Mittelalter
Die älteste anerkannte schriftliche Erwähnung des Ortes stammt aus dem Jahr 1471. In den Fürstlich Ysenburgischen Archiven in Büdingen wird eine medern in haselndorff (Wiese in Hesseldorf) erwähnt. In historischen Dokumenten späterer Jahre ist der Ort unter folgenden Ortsnamen belegt: in der ältesten bekannten Erwähnung im Jahr 1435 als Haselborn, dann Haselndorff (1471), Heselndorf (1538) und über Heseldorf (um 1600) zum heutigen Hesseldorf. Hesseldorf wird von hasal, dem altdeutschen Wort für Haselnuss abgeleitet.
„Die Köhlerei diente, neben der Landwirtschaft als Broterwerb“.
Im Süden grenzte Hesseldorf im Mittelalter an Hain bei Wächtersbach, einem zur Herrschaft der Herren Forstmeister von Gelnhausen in Neudorf, Kinzighausen und Aufenau gehörenden Weiler, der im Dreißigjährigen Krieg durch Brand unterging.

### Neuzeit
Bei der Aufteilung der Büdinger Stammlinie der Grafschaft Ysenburg 1687 fielen das Dorf Hesseldorf mit Weiterem an Ferdinand Maximilian I., den Begründer der Wächtersbacher Linie der Ysenburger. Unter Napoleon, von 1806 bis 1815 gehörte das Dorf zum Fürstentum Isenburg anschließend für ein Jahr zu Österreich und danach für 50 Jahre zum Kurfürstentum Hessen. Im deutschen Bruderkrieg, wurde Kurhessen 1866 von Preußen besiegt und schließlich annektiert.
Schon 1601 wird ein Müller Hans Wilhelm in Hesseldorf genannt. Die Müllerfamilie Wilhelm fertigte und vertrieb auch Mühlsteine im Umkreis. Zeitweise gab es zwei Mühlen in Hesseldorf.
„Ursprünglich waren die Hesseldorfer Kinder nach Wächtersbach in die Schule gegangen“. Es war wohl die große Entfernung, die eine Änderung erzwang. „Seit dem Jahr 1669 bestand eine Schulstelle in Hesseldorf, die auch die Weilerser Kinder besuchen mussten“. 1715 wird ein erstes Schulhaus in Hesseldorf gebaut. 1837 wurde ein neues Schulhaus errichtet, das mit seinem Glockentürmchen das Ortsbild prägte. Zur neuen Schulanlage gehörten auch ein großer Schulhof und ein Schulgarten. 1889 wird die Lehrerwohnung durch teilweisen Dachausbau vergrößert und die Dorfglocke in den neuen Aufbau integriert. Nach 1963 wurde das Gebäude teilweise aufgestockt und komplett zu Wohnzwecken umgebaut. 1951 wurde ein Wohnhaus mit Dienstwohnung für den zweiten Lehrer auf dem Gelände errichtet.
Im Jahre 1939 gehörte der damals noch selbständige Ort zum Landkreis Gelnhausen und hatte 272 Einwohner.

### Hessische Gebietsreform
Im Zuge der Gebietsreform in Hessen wurde am 31. Dezember 1970 die bis dahin selbständige Gemeinde Hesseldorf, zusammen mit den Gemeinden Neudorf, Weilers und Wittgenborn, auf freiwilliger Basis als Stadtteile in die Stadt Wächtersbach eingemeindet. Für alle Stadtteile wurde je ein Ortsbezirk mit Ortsbeirat und Ortsvorsteher nach der Hessischen Gemeindeordnung eingerichtet.

## Bevölkerung

### Einwohnerstruktur 2011
Nach den Erhebungen des Zensus 2011 lebten am Stichtag dem 9. Mai 2011 in Hesseldorf 711 Einwohner. Darunter waren 51 (7,2 %) Ausländer.
Nach dem Lebensalter waren 132 Einwohner unter 18 Jahren, 309 zwischen 18 und 49, 153 zwischen 50 und 64 und 117 Einwohner waren älter. Die Einwohner lebten in 300 Haushalten. Davon waren 75 Singlehaushalte, 84 Paare ohne Kinder und 96 Paare mit Kindern, sowie 36 Alleinerziehende und 9 Wohngemeinschaften. In 51 Haushalten lebten ausschließlich Senioren und in 219 Haushaltungen lebten keine Senioren.

### Einwohnerentwicklung
- Um 1600: 20 Ackerleute, 10 Einzlinge und 3 Beisassen[1]

| Hesseldorf: Einwohnerzahlen von 1834 bis 2021 | Hesseldorf: Einwohnerzahlen von 1834 bis 2021 | Hesseldorf: Einwohnerzahlen von 1834 bis 2021 | Hesseldorf: Einwohnerzahlen von 1834 bis 2021 | Hesseldorf: Einwohnerzahlen von 1834 bis 2021 |
| --- | --------------------------------------------- | --------------------------------------------- | --------------------------------------------- | --------------------------------------------- |
| Jahr |                                               |                                               |                                               | Einwohner                                     |
| 1834 | 1834                                          |                                               | 275                                           | 275                                           |
| 1840 | 1840                                          |                                               | 238                                           | 238                                           |
| 1846 | 1846                                          |                                               | 249                                           | 249                                           |
| 1852 | 1852                                          |                                               | 248                                           | 248                                           |
| 1858 | 1858                                          |                                               | 227                                           | 227                                           |
| 1864 | 1864                                          |                                               | 228                                           | 228                                           |
| 1871 | 1871                                          |                                               | 239                                           | 239                                           |
| 1875 | 1875                                          |                                               | 263                                           | 263                                           |
| 1885 | 1885                                          |                                               | 263                                           | 263                                           |
| 1895 | 1895                                          |                                               | 259                                           | 259                                           |
| 1905 | 1905                                          |                                               | 294                                           | 294                                           |
| 1910 | 1910                                          |                                               | 281                                           | 281                                           |
| 1925 | 1925                                          |                                               | 302                                           | 302                                           |
| 1939 | 1939                                          |                                               | 272                                           | 272                                           |
| 1946 | 1946                                          |                                               | 413                                           | 413                                           |
| 1950 | 1950                                          |                                               | 423                                           | 423                                           |
| 1956 | 1956                                          |                                               | 405                                           | 405                                           |
| 1961 | 1961                                          |                                               | 425                                           | 425                                           |
| 1967 | 1967                                          |                                               | 503                                           | 503                                           |
| 1970 | 1970                                          |                                               | 528                                           | 528                                           |
| 1980 | 1980                                          |                                               | ?                                             | ?                                             |
| 1990 | 1990                                          |                                               | ?                                             | ?                                             |
| 2000 | 2000                                          |                                               | ?                                             | ?                                             |
| 2011 | 2011                                          |                                               | 711                                           | 711                                           |
| 2021 | 2021                                          |                                               | 709                                           | 709                                           |
| Datenquelle: Historisches Gemeindeverzeichnis für Hessen: Die Bevölkerung der Gemeinden 1834 bis 1967. Wiesbaden: Hessisches Statistisches Landesamt, 1968. Weitere Quellen: ; Zensus 2011; Stadt Wächtersbach |                                               |                                               |                                               |                                               |

### Historische Religionszugehörigkeit
| • 1885: | 247 evangelische (= 93,92 %), 13 katholische (= 4,94 %), drei jüdische (= 1,14 %) Einwohner |
| • 1961: | 331 evangelische (= 77,88 %), 84 katholische (= 19,76 %) Einwohner                          |

## Politik
Für Hesseldorf besteht ein Ortsbezirk nach der Hessischen Gemeindeordnung. Der Ortsbeirat besteht aus fünf Mitgliedern. Der derzeitige Ortsvorsteher ist Otmar Müller, sein Stellvertreter ist Mark Grillwitzer.

## Kultur und Sehenswürdigkeiten

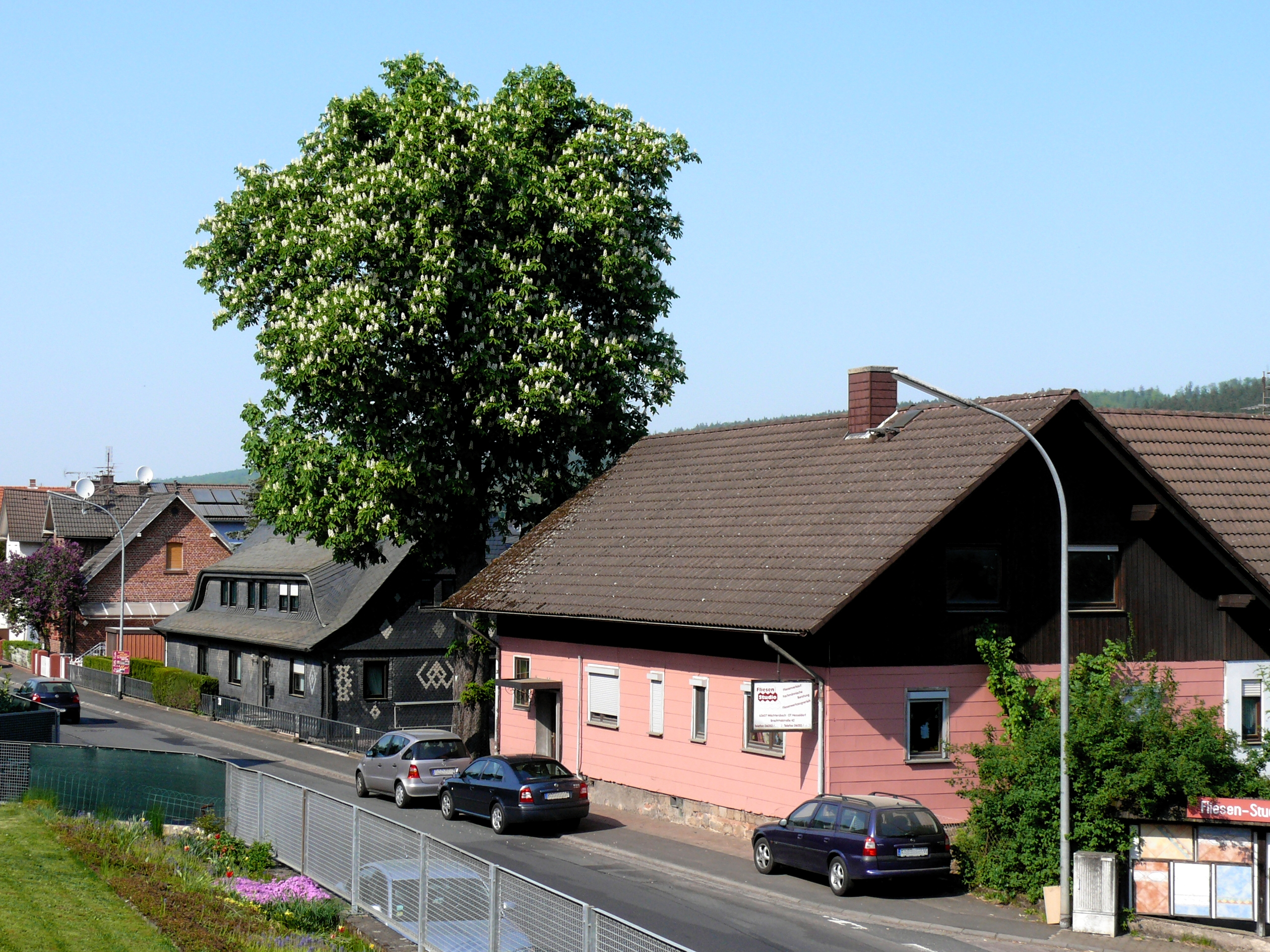
Die alte Kastanie – Naturdenkmal und Wahrzeichen von Hesseldorf
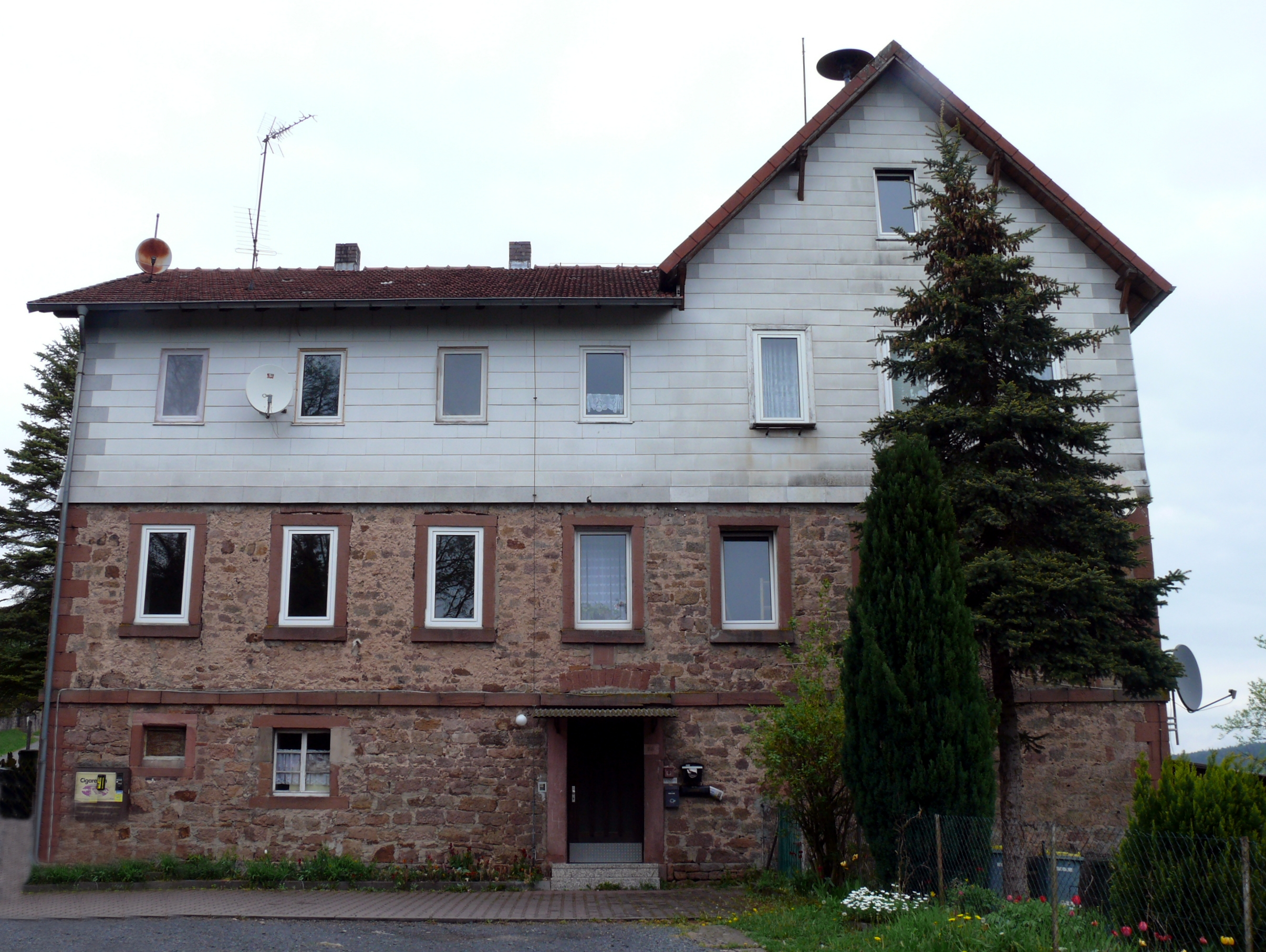
Altes Schulhaus von 1837
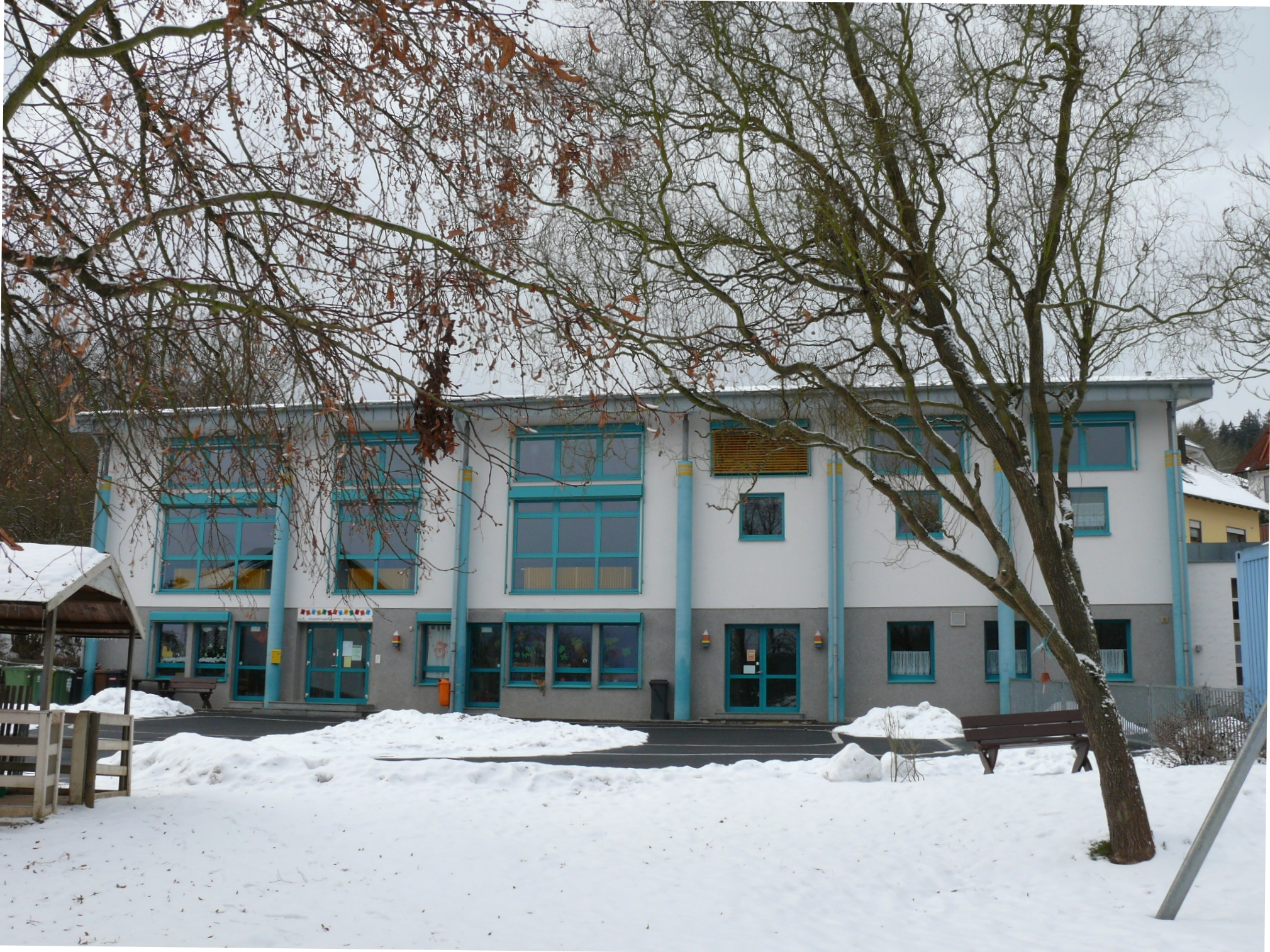
Dorfgemeinschaftshaus mit Kindergarten und Feuerwehr

### Sehenswürdigkeiten
- Gedenktafel für den Maler Carl Albin Mülhardt am Grab des Künstlers.
- Ehemalige Wohnhaus des Malers Carl Albin Mülhardt

### Bildung

#### Kindertagesstätte
Die Kindertagesstätte Abenteuerland ist für Kinder im Alter von 1 bis 10 Jahren ausgelegt.
„Die Einrichtung umfasst 4 Gruppen und hat Plätze für maximal 87 gleichzeitig anwesende Kinder“.

#### Schulen
Im Stadtzentrum Wächtersbachs befinden sich die Grundschule Kinderbrücke sowie eine kooperative Gesamtschule, die Friedrich-August-Genth-Schule. Hesseldorf ist so wie alle anderen Ortsteile mit Buslinien an dieses Schulzentrum angebunden. Für den gymnasialen Abschluss steht das Grimmelshausen-Gymnasium Gelnhausen zur Verfügung.

#### Vereine
„Besonders der Gesang prägte das kulturelle Leben des Dorfes“:
- 1899 wurde der Männer-Gesangsverein Eintracht gegründet. Ein weiterer Gesangsverein kam mit der Harmonie Hesseldorf hinzu.
- 1928 entstand ein Sportverein.
- 1888 war mit der Freiwilligen Feuerwehr der älteste Verein des Dorfes gegründet worden.

Die nationalsozialistische Machtergreifung führte zunächst zur Gleichschaltung der Vereine und mit dem Kriegsbeginn zum Erliegen des Vereinslebens, das erst nach 1945 wieder erstand.
Heute gibt es unter weiteren, insbesondere die Stadt Wächtersbach insgesamt erfassenden Vereinen:
- Sportgemeinschaft Hesseldorf-Weilers-Neudorf 1963 e.V.,
- Damen Gymnastikverein e.V. Hesseldorf,
- Backhaus Hesseldorf,
- TTA Hesseldorf.

## Wirtschaft und Infrastruktur

### Verkehrsanbindung

#### Straße
Die Bundesstraße B 276 führt südlich in den Spessart und bindet Hesseldorf über die Anschlussstelle Bad Orb/Wächtersbach (AS 45) auch an die Autobahn A 66, die nach Frankfurt und Fulda führt, an. Die Kreisstraßen K 886 und K 924 stellen die Verbindung zu den Ortsteilen Weilers und Neudorf her.

#### Bahn
Über den Bahnhof Wächtersbach ist Hesseldorf an die Bahnstrecke Fulda–Hanau angebunden. Der hier verkehrende Regional-Express Fulda–Frankfurt (RE 50) sichert im Stundentakt Anschluss an die Verkehrsknotenpunkte Frankfurt (Main), Frankfurt (Main) Süd und Fulda. Hinzu kommt die Regionalbahn Wächtersbach–Frankfurt (RB 51). Der Bahnhof ist behindertengerecht ausgebaut.

#### Radwege
Hesseldorf liegt am Vogelsberger Südbahnradweg, welcher durch das Brachttal führt. Auf dieser Route verkehrte bis 1967 die heute stillgelegte Vogelsberger Südbahn. Anschluss besteht auch zum Hessischen Radfernweg R3. Er führt als Rhein-Main-Kinzig-Radweg von Rüdesheim nach Tann in der Rhön.
In Hesseldorf besteht auch Anschluss an den Vogelsberger Vulkan Express, einem Fahrradbus. In Bad Orb beginnend, verkehrt er entlang des Vulkanradweges, von Anfang Mai bis Ende Oktober an Samstagen, Sonn- und Feiertagen. Die Endhaltestellen der Linie sind Bad Orb und Hoherodskopf. Es gelten die Tarife des Rhein-Main-Verkehrsverbundes.

#### Nahverkehr
Mit der Buslinie MKK-76 Birstein–Wächtersbach–Bad Soden-Salmünster ist der Ortsteil mit den Gemeinden in Kinzig- und Brachttal und darüber hinaus verbunden.

### Öffentliche Einrichtungen

#### Dorfgemeinschaftshaus, Gemeindezentrum
Hesseldorf verfügt über ein Gemeindezentrum, in dem der Kindergarten, die Freiwillige Feuerwehr sowie im Obergeschoss ein Kirchenraum mit integriert sind. Der erweiterte Saal bietet Sitzmöglichkeiten für bis zu 190 Personen. Neben der kommunalen Nutzung kann die Einrichtungen auch für private Veranstaltungen aller Art, Familienfeiern, Präsentationen, Seminare und Ähnliches gebucht werden.

#### Freiwillige Feuerwehr Hesseldorf
Die Freiwillige Feuerwehr Hesseldorf hat im Ort einen eigenen Stützpunkt. Gegründet wurde sie im Jahr 1888, 1972 kam eine Jugendfeuerwehr hinzu. Die Einsatzabteilung besteht aktuell (2020) aus 28 aktiven Kameraden bzw. Kameradinnen, die Jugendfeuerwehr zählt 10 Personen.
Die Einsatz- und Gefahrenschwerpunkte liegen, neben den traditionellen Aufgaben bei:
- der durch den Ort führenden Bundesstraße 276 (B 276)
- dem umgebenden großen Waldgebiet.

## Persönlichkeiten
- Carl Albin Mülhardt (1884–1976), Kunstmaler und Porträtist, lebte von 1934 bis 1976 in Hesseldorf.